# Przysów
Przysów – wieś w Polsce położona w województwie świętokrzyskim, w powiecie jędrzejowskim, w gminie Jędrzejów.
| SIMC    | Nazwa       | Rodzaj    |
| ------- | ----------- | --------- |
| 0240804 | Poduchowne  | część wsi |
| 0240810 | Za Przegoną | część wsi |

W latach 1975–1998 miejscowość administracyjnie należała do województwa kieleckiego.